# Telescopio spaziale AKARI
AKARI (prima conosciuto come Astro-F o IRIS - InfraRed Imaging Surveyor) è un telescopio spaziale operante nell'infrarosso costruito principalmente dall'ente spaziale Giapponese (JAXA) e lanciato la notte tra il 21 e 22 febbraio 2006 da un vettore M-V.
Scopo della missione è quello di effettuare una mappatura dell'intera volta celeste nell'infrarosso, in un range di frequenze non visibili da terra in quanto bloccate dall'atmosfera.

## Descrizione tecnica
La sonda dispone di uno specchio principale di 68,5 cm di diametro operante alla temperatura di 6 K (circa -263°C).
L'elio di raffreddamento della strumentazione limita la durata della missione a circa 550 giorni, dopo di che la sonda viene mantenuta a 40 K dall'impianto di raffreddamento meccanico ed è utilizzabile solo per il vicino infrarosso.
Lo specchio è rivolto sempre dalla parte opposta della Terra, per non riceverne il calore, e con lo scudo termico rivolto verso il Sole.
Le camere a bordo sono due: la IRC e la FIS e sono sensibili a frequenze dal vicino (1,7 micron) al lontano infrarosso (180 micron).
La IRC (InfraRed Camera, camera infrarossa) è composta da tre strumenti indipendenti, quali:
- NIR: lunghezze d'onda tra 1.7 e 5.5 micron, campo visivo di 9.5x10.0', risoluzione 512x412 pixel;
- MIR-S (infrarossi medio corti): lunghezze d'onda tra 5.8 e 14.1 micron, campo visivo di 9.1x10.0', risoluzione 256x256 pixel;
- MIR-L (infrarossi medio lunghi): lunghezze d'onda tra 12.4 e 26.5 micron, campo visivo di 10.3x10.2', risoluzione 256x256 pixel.

La FIS (Far-Infrared Surveyor, camera per il lontano infrarosso) è composta da un totale di quattro sensori divisi in due gruppi.
- Il primo gruppo (N60 e WIDE-S) ha una sensibilità per frequenze tra i 50 ed i 110 micron ed i semiconduttori che compongono i sensori sono in Gallio.
- Il secondo gruppo (WIDE-L e N160) invece va da una frequenza di 110 a 180 micron ed i sensori sono come i precedenti ma stressati con l'applicazione di una pressione di 40-60 kgf/cm² per renderli sensibili a tali specifiche.

Il budget per la sonda era di 13,4 miliardi di yen, circa poco più di 70 milioni di euro.

## Tappe della missione
Durante le prime due settimane della missione il satellite è stato posto in orbita polare a 745 km d'altezza.
Nei due mesi successivi si sono svolti tutti i controlli della strumentazione; quindi si è passati ad una fase di osservazione generale della durata di sei mesi. Dopo di che sono state effettuate tutte le osservazioni su oggetti specifici che il rimanente elio liquido permetteva di compiere. L'elio si è esaurito il 26 agosto 2007 alle 8:33, costringendo ad usare il telescopio solo fuori dalle frequenze del medio-lontano infrarosso.
Quando è successo, il 94% del cielo era stato fotografato e più di 5000 osservazioni mirate erano state compiute.

## Risultati
Osservazione di:
- Genesi di tre generazioni di stelle nella nebulosa IC4954/4955 nella costellazione della Vulpecula
- La prima scoperta nell'infrarosso di un resto di supernova nella Piccola Nube di Magellano
- Scoperta di perdita di massa da giovani giganti rosse nell'ammasso globulare NGC 104
- Scoperta di gas molecolare attorno al nucleo delle galassie molto luminose nell'infrarosso
- La costellazione di Orione e la Via Lattea invernale a 140 micrometri
- Formazione stellare nel Cigno
- Formazione stellare vista dall'esterno: la galassia spirale M101